# Agrias uniformis
Agrias uniformis är en fjärilsart som beskrevs av Peter William Michael 1929. Agrias uniformis ingår i släktet Agrias och familjen praktfjärilar. Inga underarter finns listade i Catalogue of Life.